# America West Airlines
America West Airlines fue una importante aerolínea de los Estados Unidos. Fue fundada en 1981 y comenzó a prestar servicios a partir de 1983. Con sede en Tempe, Arizona, alcanzó los mil millones de dólares en ingresos anuales en 1989. Al momento de la adquisición de US Airways, America tenía la distinción única de ser la única aerolínea estadounidense posterior a la desregulación que aún operaba con su certificado operativo original. Su centro principal estaba en el Aeropuerto Internacional Phoenix Sky Harbor, con un centro secundario en el Aeropuerto Internacional Harry Reid en Las Vegas. 
America West sirvió alrededor de 100 ciudades en los Estados Unidos, Canadá y México; los vuelos a Europa se realizaron en socios de código compartido. En marzo de 2005, la aerolínea tenía 132 aviones, con una única base de mantenimiento en el aeropuerto Phoenix Sky Harbor. Los vuelos regionales a reacción y turbohélice fueron operados en código compartido por Mesa Airlines y Chautauqua Airlines como America West Express.
A partir de enero de 2006, todos los vuelos de America West fueron marcados como US Airways, junto con la mayoría de la señalización en los aeropuertos y otro material impreso. La única marca America West que queda en los aviones se puede encontrar en algunas fundas de asientos y mamparos. La aerolínea fusionada utilizó el indicativo de llamada "CACTUS" de America West y el código de la OACI "AWE", pero retuvo el nombre de US Airways. Si bien fue America quien adquirió US Airways en 2005, decidieron mantener el nombre de esta última. Como parte de una fusión entre American Airlines y US Airways en febrero de 2013, que llevó a American a convertirse en la aerolínea más grande del mundo, el distintivo de llamada y el nombre en clave de la OACI se retiraron más tarde el 8 de abril de 2015 cuando la FAA otorgó una certificado para US Airways y American Airlines. La marca US Airways continuó hasta el 17 de octubre de 2015, cuando American Airlines retiró el nombre.

## Historia

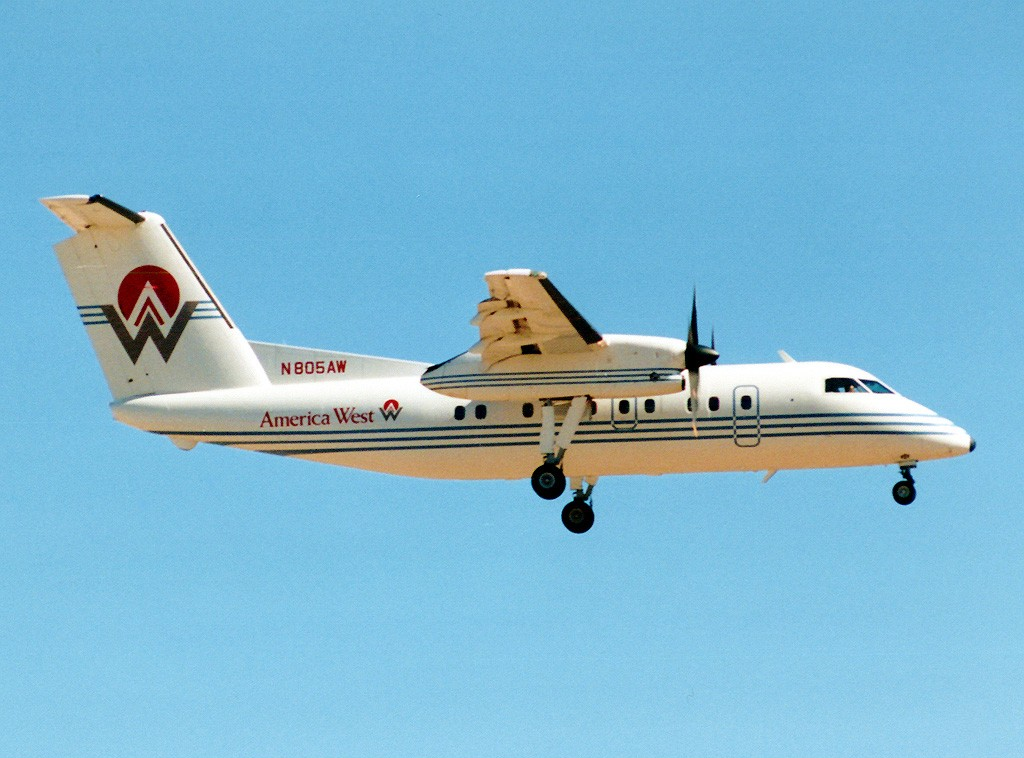
de Havilland Canada DHC-8 Dash 8 series 100 en 1991

Establecida en febrero de 1981, la aerolínea comenzó a operar el 1 de agosto de 1983, utilizando tres Boeing 737 alquilados que volaban desde su base en Phoenix, Arizona (PHX), y con Ed Beauvais como director ejecutivo, un conocido consultor de la industria de las aerolíneas. En los primeros años, los pasajeros podían comprar sus billetes en el avión.
La aerolínea se expandió rápidamente, comenzando con 11 aviones Boeing 737 que volaban a 13 ciudades. En 1984, la flota de America West creció a 21 aviones que volaban a 23 destinos. El horario de junio de 1984 mostró 71 salidas entre semana desde Phoenix, sin escalas a 18 ciudades; en 1985-86 se construyó un segundo centro en Las Vegas. ( tiene mapas de horarios que muestran las rutas de América Oeste en 1983, 1984 y 1991).
Confiado en su expansión y dominación, la aerolínea influyó en el desarrollo de la Terminal 4 del Phoenix Sky Harbor. Solicitó que la construcción incluyera una instalación de energía auxiliar y una cavidad subterránea para acomodar una futura estación de tren, a lo que el aeropuerto finalmente accedió.
America West fue una de las primeras aerolíneas en utilizar una amplia "utilización cruzada", en la que se capacitó a los empleados en una variedad de trabajos de aerolíneas, como pilotos capacitados en despacho, y manipuladores de equipaje y asistentes de vuelo capacitados como agentes de puerta. Comenzó como una aerolínea de "servicio completo", en contraste con Southwest Airlines, la aerolínea de descuento que compite en muchos mercados. También utilizó un agresivo programa de propiedad de acciones para empleados, en el que se requería que los nuevos empleados invirtieran el 20% de su salario en acciones de la empresa, lo que proporcionaba un flujo constante de efectivo a medida que la empresa crecía. Los empleados de la aerolínea, tanto pilotos como tripulantes y demás empleados, recibieron salarios muy inferiores a los de los competidores 

Antiguo logotipo

Para 1985, America West había superado el espacio de su puerta en el Aeropuerto Internacional Phoenix Sky Harbor, y durante la construcción de la Terminal 4, se agregó una explanada temporal a la esquina suroeste de la Terminal 3 para darles seis puertas más, para luego llevar a once puertas en 1990.
El crecimiento de la aerolínea continuó en 1986, expandiendo también su flota, principalmente con Boeing 757-200 comprados a Northwest Airlines y varios de Havilland Canada DHC-8 Dash 8. La aerolínea inició vuelos de ojos rojos desde Las Vegas para mejorar la utilización de los aviones.

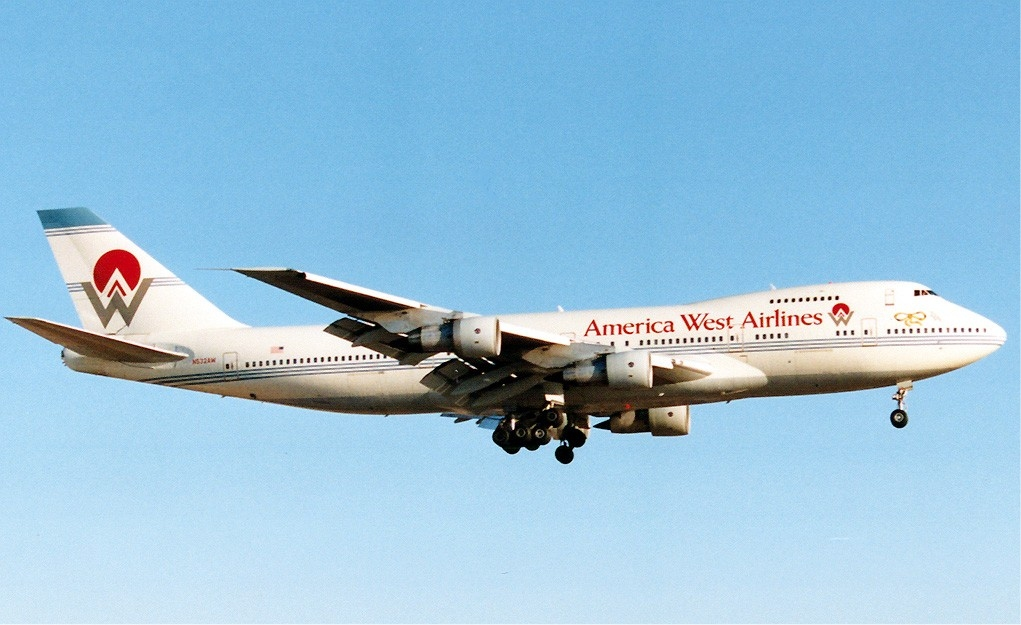
Boeing 747-200 en Phoenix Sky Harbor en 1991

La rápida expansión de America West provocó grandes pérdidas y en 1986 la empresa estuvo al borde de la quiebra. Originalmente programada para ocupar la gran mayoría de las puertas de la Terminal 4, tuvo que reducir su compromiso con la ciudad de Phoenix a solo 28 puertas, y la creciente Southwest Airlines acordó arrendar el resto de la Terminal 4.
En junio de 1987, Ansett Transport Industries compró una participación del 20 por ciento de la aerolínea y la aumentó al 26 por ciento en abril de 1991.
En 1988, Patrick Thurston (vicepresidente de operaciones), Bob Russell (jefe de pilotos), y Carl Wobser (un capitán), se declararon culpables de múltiples cargos de tráfico de estupefacientes.
Durante la huelga de pilotos australianos de 1989, tres aviones de America West Airlines operaron su servicios en Australia con Ansett Australia.

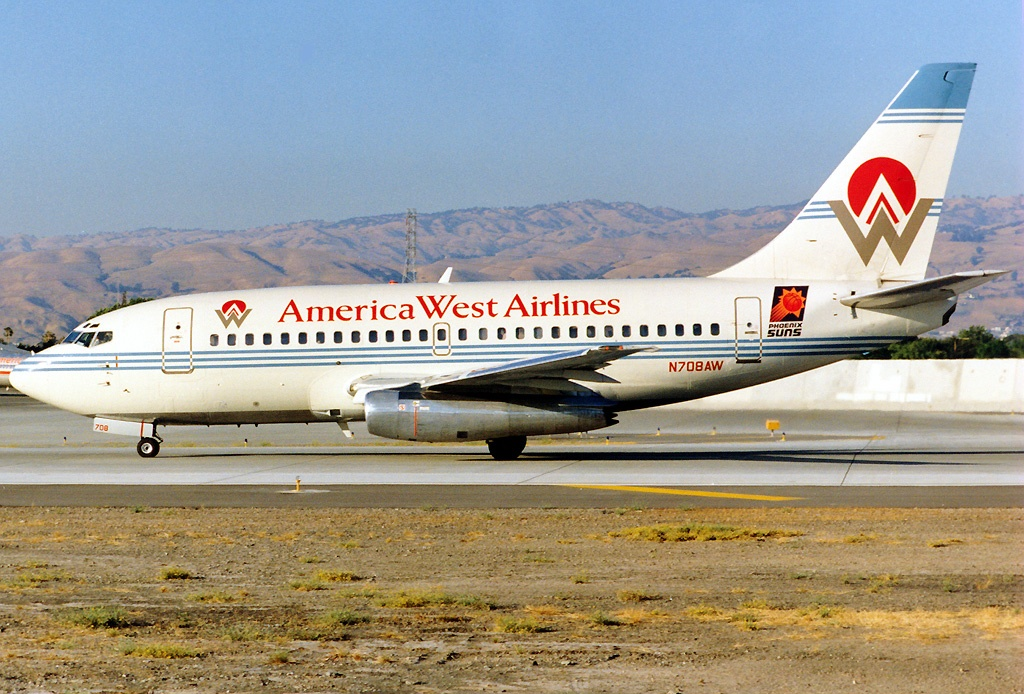
Boeing 737-112 en el Aeropuerto Internacional de San José en 1993

Mientras exploraban destinos más allá de los Estados Unidos, America West solicitó al Departamento de Transporte una ruta de Phoenix a Sídney para conectarse con Ansett Airlines en Australia, pero la propuesta fue rechazada y la Administración Reagan otorgó la ruta a otra aerolínea. En 1989, arrendó cuatro Boeing 747-200 (anteriormente operados por KLM) y comenzó vuelos sin escalas entre Phoenix y Honolulu, Hawaii y entre Honolulu y Nagoya, Japón . El 747 fue el único avión de fuselaje ancho operado por America West. Tiempo después, amplió el servicio de aviones de cuerpo estrecho a destinos mexicanos.
En 1990, America West se mudó a la nueva Terminal 4 en Phoenix y recibió varios Airbus A320, que originalmente estaban destinados a la ahora extinta Braniff Airways. Braniff había comprado los derechos del pedido a Pan Am, y los A320 se vendieron a America West con un gran descuento. Los ingresos anuales alcanzaron los mil millones de dólares, el umbral necesario para que el Departamento de Transporte clasifique a America West como una de las principales aerolíneas. El horario de julio de 1990 muestra 182 salidas en días laborables desde Phoenix sin escalas a 46 aeropuertos y 132 salidas desde Las Vegas a 39 aeropuertos.
La aerolínea continuó perdiendo dinero por los siguientes motivos: los gastos operativos en la Terminal 4 fueron mucho más altos que en el vestíbulo temporal de la Terminal 3; la ruta de Nagoya casi no transportaba pasajeros; las tensiones antes de la Guerra del Golfo del Golfo hicieron subir los costos del combustible. En junio de 1991, America West se declaró en quiebra.
En junio de 1995, W. Douglas Parker se incorporó a America West como vicepresidente senior y director financiero; sería elegido presidente y director ejecutivo en septiembre de 2001. La aerolínea fue multada por $ 2.5 millones debido a unas infracciones de mantenimiento en julio de 1998. En agosto de 2000, según los informes, la FAA estaba preparada para condenar a la aerolínea por estas infracciones.

### Bancarrota

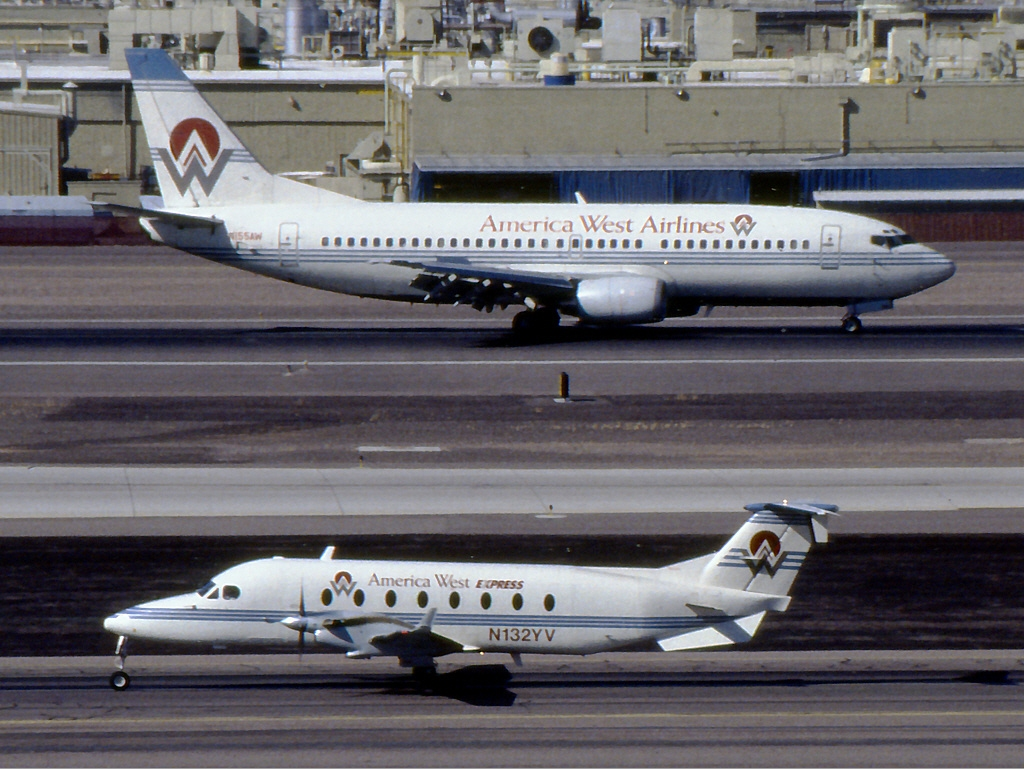
America West Boeing 737-300 y America West Express Beechcraft 1900D en Sky Harbor (1995)

America West operó en quiebra desde 1991 hasta 1994. Como parte de la reestructuración, las acciones de los empleados dejaron de tener valor, los aviones 747 y Dash 8 de la aerolínea se vendieron y la flota se redujo a 87 aviones. Las rutas de Hawái y Nagoya fueron descartadas y el servicio de alimentación de la aerolínea a ciudades más pequeñas y mercados locales se contrató a Mesa Airlines, que comenzó a volar turbopropulsores y jets regionales como America West Express.
Por el lado de la gerencia, el fundador Ed Beauvais fue destituido como CEO, pero permaneció en la junta directiva, siendo reemplazado por Mike Conway, quien había estado en la aerolínea desde el inicio. Conway dejó la aerolínea en 1994, reemplazado como director ejecutivo por A. Maurice Myers.
Los asistentes de vuelo se sindicalizaron en 1993, poniendo fin a la utilización cruzada entre agentes de servicio al cliente, asistentes de vuelo y agentes de tierra. Varias funciones de mantenimiento y capacitación anteriormente operadas internamente por la aerolínea fueron subcontratadas durante la quiebra.

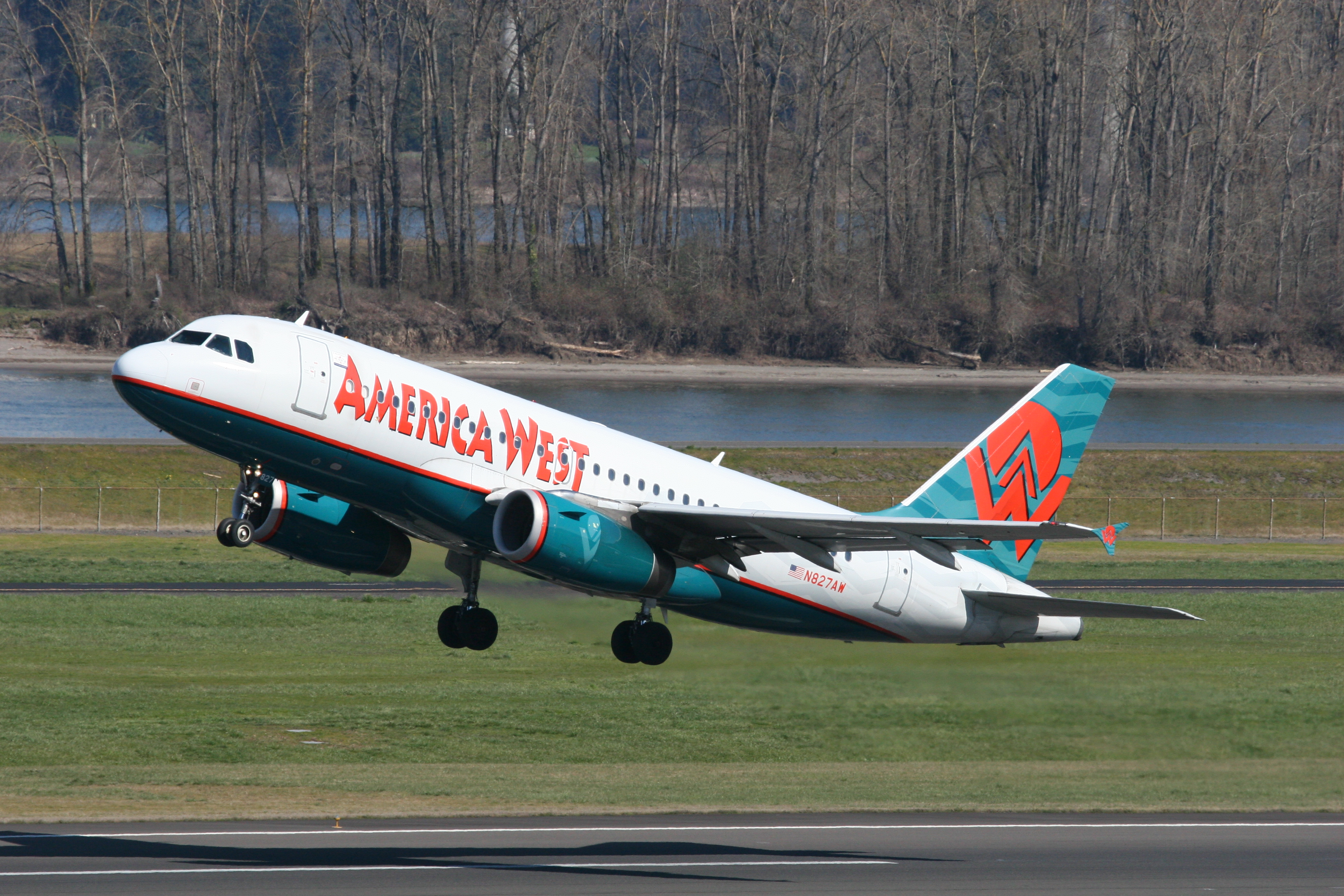
America West Airlines Airbus A319 saliendo del Aeropuerto Internacional de Portland